# 1840 w literaturze
Wydarzenia literackie w 1840 roku.

## Nowe książki
- polskie
  - Juliusz Słowacki
    - Lilla Weneda
    - Grób Agamemnona
    - Mazepa

  - Jędrzej Kitowicz – Opis obyczajów za panowania Augusta III

- zagraniczne
  - Robert Browning – Sordello
  - Charles Dickens – Magazyn osobliwości (The Old Curiosity Shop)
  - Aleksander Dumas (ojciec) – Othon L’archer
  - Victor Hugo - Światła i cienie
  - Michaił Lermontow – Bohater naszych czasów (Герой нашего времени)
  - Frederick Marryat
    - Olla Podrida
    - Poor Jack

  - Edgar Allan Poe - Opowieści groteskowo-arabeskowe

## Urodzili się
- 18 stycznia – Henry Austin Dobson, angielski poeta i eseista (zm. 1921)
- 15 lutego – Titu Maiorescu, rumuński krytyk literacki i polityk (zm. 1917)
- 18 marca – William Cosmo Monkhouse, angielski poeta (zm. 1901)
- 2 kwietnia – Émile Zola, francuski pisarz, główny przedstawiciel naturalizmu (zm. 1902)
- 8 maja – Laura Redden Searing, amerykańska poetka (zm. 1923)
- 2 czerwca – Thomas Hardy, angielski pisarz i poeta naturalizmu (zm. 1928)
- 9 czerwca – Akaki Cereteli, gruziński poeta, prozaik i publicysta (zm. 1915)
- 17 sierpnia – Wilfrid Scawen Blunt, angielski poeta (zm. 1922)
- 2 września – Giovanni Verga, włoski pisarz (zm. 1922)
- 29 listopada – Rhoda Broughton, brytyjska pisarka (zm. 1920)
- 14 grudnia – Mychajło Starycki, ukraiński pisarz, poeta i dramaturg (zm. 1904)

## Zmarli
- 6 stycznia – Fanny Burney, angielska powieściopisarka i autorka pamiętników (ur. 1752)
- 17 kwietnia – Hannah Webster Foster, amerykańska pisarka (ur. 1758)